# Association Sportive Municipale Belfortaine Football Club
O Association Sportive Municipale Belfortaine Football Club é um clube de futebol com sede em Belfort, França. A equipe compete no Championnat National.

## História
O clube foi fundado em 1947.